# Alizée En concert
Alizée En concert är ett livealbum från den franska sångerskan Alizée. Det släpptes den 18 oktober 2004 som CD + DVD. Albumet innehåller material från några av de 42 konserter som Alizée gjorde under sin turné som startade den 26 augusti 2003 i Paris och avslutades den 17 januari 2004 även då i Paris. Endast två av konserterna hölls utanför Frankrike. Det var en i Belgien och en i Schweiz. Den sista konserten var den enda som hölls år 2004. Albumet släpptes igen år 2007 i Mexiko då Alizées första två studioalbum lyckats bra där.

## Låtlista

### CD
1. Intralizée - 1:48
2. L'Alizé - 4:40
3. Hey! Amigo! - 3:53
4. Toc de mac - 4:28
5. J'en ai marre! - 5:44
6. Lui ou toi - 4:18
7. Gourmandises - 4:23
8. Mon maquis - 4:52
9. J.B.G. - 3:28
10. Moi... Lolita - 5:50
11. Amélie m'a dit - 3:51
12. Parler tout bas - 5:19
13. C'est trop tard - 4:21
14. Youpidou - 4:15
15. Tempête - 4:42
16. À contre-courant - 7:27

### DVD
1. Intralizée
2. L'Alizé
3. Hey! Amigo!
4. Toc de mac
5. J'en ai marre!
6. Lui ou toi
7. Gourmandises
8. L'e-mail a des ailes
9. Mon maquis
10. J.B.G.
11. Moi... Lolita
12. Amélie m'a dit
13. Parler tout bas
14. C'est trop tard
15. Youpidou
16. Tempête
17. À contre-courant
18. J'ai pas vingt ans
19. Générique de fin

## Listplaceringar
| Lista (2004 och 2007) | Topplacering |
| --------------------- | ------------ |
| Belgien               | 70           |
| Frankrike             | 38           |
| Mexiko                | 8            |